# Roman Doubrovkine
Roman Doubrovkine, scritto anche Dubrovkin (in russo Роман Дубровкин?; Ufa, 26 luglio 1953) è un traduttore e critico letterario russo naturalizzato svizzero.

## Biografia
Dopo essersi diplomato in Russia come interprete dall’inglese e dal francese (1975), ha collaborato come traduttore con le principali case editrici di Mosca, dove è diventato membro della sezione moscovita dell’Unione degli scrittori sovietici. Trasferitosi in Svizzera, ha difeso la sua tesi di dottorato all’Università di Ginevra dove ha insegnato fino al 2018.

## Opere
Discepolo del poeta Arcadij Šteinberg, traduttore di Paradiso perduto di John Milton, è noto per le sue traduzioni poetiche dall’inglese, francese, tedesco, neogreco e italiano. Ha pubblicato traduzioni di diversi autori, tra cui Heinrich Heine, Edgar Allan Poe, Rudyard Kipling, William Butler Yeats, Pierre de Ronsard, Victor Hugo, Arthur Rimbaud, Konstantinos Kavafis e moltissimi altri. Nel 1992 ha pubblicato un libro di traduzioni di Paul Valéry e nel 1995 tutte le poesie di Stéphane Mallarmé. Tra le altre pubblicazioni si può anche menzionare un’antologia dei simbolisti francesi (2008) e il libro Il sonetto francese (2017).
Molto attivo nella divulgazione della poesia italiana in Russia, nel 1992 ha compilato un’antologia bilingue in italiano e in russo intitolata Ital’janskaja poezija v russkich perevodach (Poesia italiana tradotta da poeti russi), che delinea lo sviluppo dell’arte della traduzione in Russia a partire dal XVIII secolo. Ha dato voce a Petrarca, Pulci, Poliziano, Michelangelo, Alfieri, Foscolo, Pascoli e moltissimi altri maggiori poeti italiani. Un altro importante contributo è il suo lavoro sulla traduzione dell’Inferno di Dante, di cui il primo canto è stato pubblicato nella rivista Inostrannaja Literatura (12, 2020).
Il suo ultimo monumentale lavoro è la traduzione della Gerusalemme liberata di Torquato Tasso (2020), opera che conobbe un’immensa fortuna in Russia prima di cadere nell'oblio durante l'era sovietica.
Nel 2014 ha ricevuto il premio “Master” dell’Unione dei traduttori letterari russi.
(Arina Kuznetsova, Toronto Slavic Quarterly №3, 2003)